# 숭인동 (서울)
숭인동(崇仁洞)은 서울특별시 종로구의 법정동이다.

## 지명
숭인동의 동명은 1914년 동명 개정 때 조선초부터 있었던 한성부 ‘숭신방’과 ‘인창방’의 첫 글자를 따서 붙인 것이다. 창신제3동과 인접한 숭인1동 53, 56, 61번지 일대는 새로 생긴 마을이라 해서 ‘신리’ 또는 ‘새말’이라 하였다. 현재의 숭인1동은 종로 북쪽에 위치하여, 동쪽에 숭인2동과 성북구 보문동이 있으며, 지봉로를 사이에 두고 서쪽에 창신1동과 창신3동이 서로 이웃하고 있다. 숭인2동은 종로를 사이에 두고 남쪽과 북쪽에 위치하고 있으며, 남쪽의 동은 청계천로를 경계로 중구 황학동, 북쪽의 동은 동쪽에 동대문구 신설동, 서쪽에 숭인1동, 북쪽에 성북구 보문동이 있다.

## 행정 구역
| 법정동 | 행정동    |
| ------ | --------- |
| 숭인동 | 숭인제1동 |
| 숭인동 | 숭인제2동 |

## 유적
- 동망봉
- 청룡사
- 정업원(淨業院) 터
- 상춘원(常春園) 터
- 박영효 집터: 상춘원 옆에 있던 곳으로, 귀족회관이라고도 불렀으며, 귀족이나 일본인 관리만 출입하였다고 전해진다.

## 교육
- 서울다솜관광고등학교
- 종로산업정보학교
- 꿈틀학교
- 서울직업전문학교
- 진형중고등학교
- 서울장신대학교

## 교통
- ● 수도권 전철 1호선, ● 서울 지하철 6호선
  - 동묘앞역

## 같이 보기
- 대한민국의 행정 구역